# سيلفيو روميرو
سيلفيو روميرو (بالإسبانية: Silvio Romero)‏ (22 يوليو 1988 بقرطبة في الأرجنتين - ) هو لاعب كرة قدم أرجنتيني في مركز الهجوم. لعب مع انيستتوتو وستاد رين ونادي تشياباس ونادي لانوس. يلعب حاليًا مع نادي إنديبندينتي.

## وصلات خارجية
- سيلفيو روميرو على موقع الاتحاد الدولي (مؤرشف)  (الإنجليزية)
- سيلفيو روميرو على موقع إي إس بي إن إف سي (الإنجليزية)
- سيلفيو روميرو على موقع قاعدة بيانات كرة القدم.إي يو (الإنجليزية)
- سيلفيو روميرو على موقع ليكيب (الفرنسية)
- سيلفيو روميرو على موقع Soccerway.com (الإنجليزية)
- سيلفيو روميرو على موقع AS.com (الإسبانية)